# Teatre Principal (Arenys de Mar)
El Teatre Principal d'Arenys de Mar és el més antic dels teatres amb aquest nom existents a Catalunya. Es va inaugurar l'any 1828 a unes cases al costat de l'Hospital Vell, i, després d'una completa remodelació, es va reinaugurar l'any 2005. L'edifici, actualment, és propietat de l'Ajuntament d'Arenys de Mar després de la cessió que en va fer la Societat Coral l'Esperança per facilitar la seva reforma. Està situat al carrer de l'Església 45-47 d'Arenys de Mar.

## Història
La construcció del Teatre Principal no va ser un procés fàcil i va patir diversos contratemps en el seu finançament abans de poder-se acabar l'obra. Part del seu finançament inicial va venir de l'indià Josep Xifré. Durant els segles xix i xx va tenir una activitat irregular. Entre els anys 70 i 90 del segle xix també va acollir l'activitat de cinema, amb el nom de Cine Esperanza, gestionat per l'empresa que també explotava la Sala Merced, a la Riera del Bisbe Pol. Els darrers anys del segle XX la sala va renovar la seva platea i part de l'escena per diversos col·lectius d'afeccionats al teatre que hi van representar algunes obres i van intentar una programació estable fins que l'ajuntament va tancar el teatre per raons de seguretat.

## De la cessió a l'estrena
El Teatre Principal va tancar les portes l'octubre de 1999, després de constatar que l'estructura de la teulada no reunia les condicions de seguretat necessàries. Les obres de rehabilitació van suposar un completa renovació de l'edifici. De fet, tota la caixa del teatre es va enderrocar a excepció de la façana, ara totalment rehabilitada. La remodelació i reforma de l'antic teatre va ser dirigida per l'arquitecte Josep Badosa i va ser possible a partir de la cessió de l'edifici que, l'octubre de 2002, la Societat Coral l'Esperança va fer a l'Ajuntament d'Arenys de Mar.
Es va reinaugurar el 7 de juliol de 2005, en el marc de les festes de Sant Zenon, prop de sis anys després que l'Ajuntament hagués ordenat el seu tancament. Del vell equipament, pràcticament no en va quedar res de visible. Per a la inauguració, es va posar damunt l'escenari l'obra Un repente de comèdia, un recosit de comèdies del dramaturg arenyenc Josep Maria Arnau, que 150 anys s'havia representat en el mateix espai.

Al nou vestíbul remodelat, s'hi va posar un placa commemorativa, que diu així:
"Teatre Principal d'Arenys de Mar, inaugurat l'any 1828, i el més antic dels existents a Catalunya. Incorporat al patrimoni de la vila per la cessió de la Societat Coral l'Esperança i restaurat per l'Il·lm. Ajuntament. Ha reprès la seva activitat cultural el dia 7 de juliol de 2005."
Des de la seva reinauguració manté una programació continuada de teatre i música, finançada com un servei municipal amb fons públics, i gestionada per la Societat Coral l'Esperança.